# Schweizerische Normen-Vereinigung
La Schweizerische Normen-Vereinigung (SNV) est une police de caractères sans sérif utilisée sur des panneaux de signalisation routière par différents pays européens. La police a été développée par l’Association suisse de normalisation (Schweizerische Normen-Vereinigung, SNV) et la fondation Recherche et normalisation en matière de route et de transports (VSS).
Elle est utilisée par la Belgique, la Bulgarie, le Luxembourg, la Roumanie, et les États de l’ancienne Yougoslavie : Bosnie-Herzégovine, Croatie, Kosovo, Macédoine, Monténégro, Serbie et Slovénie.
En Suisse, elle a été remplacée par la ASTRA-Frutiger en 2003.

## Galerie

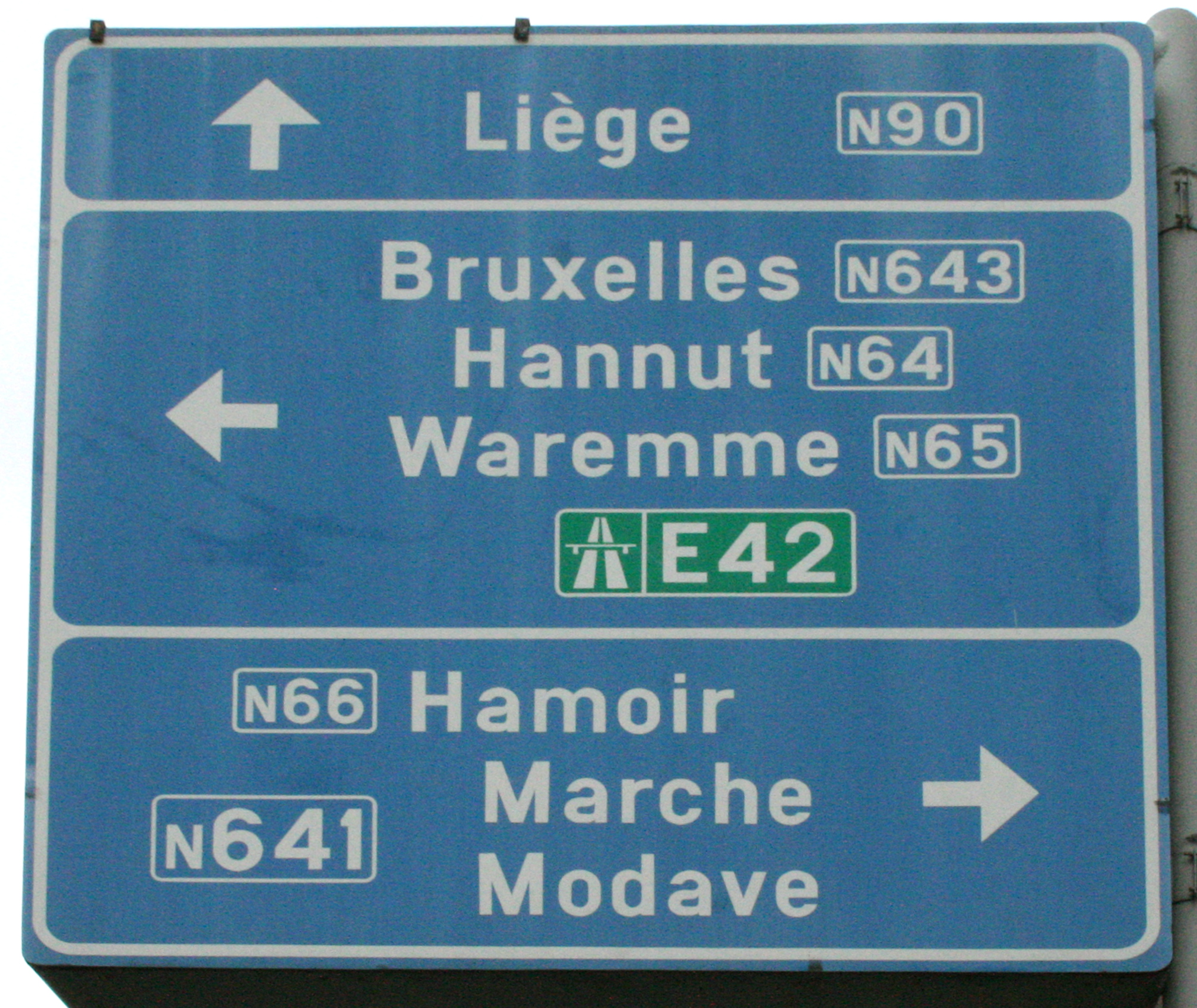
En Belgique.
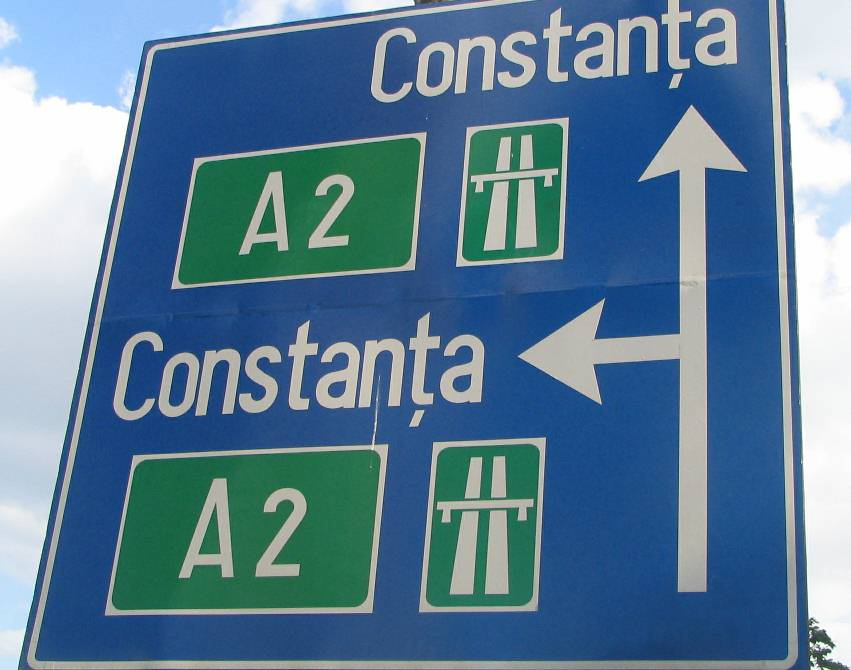
En Roumanie.
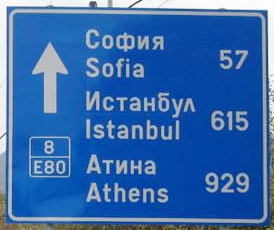
En Bulgarie.
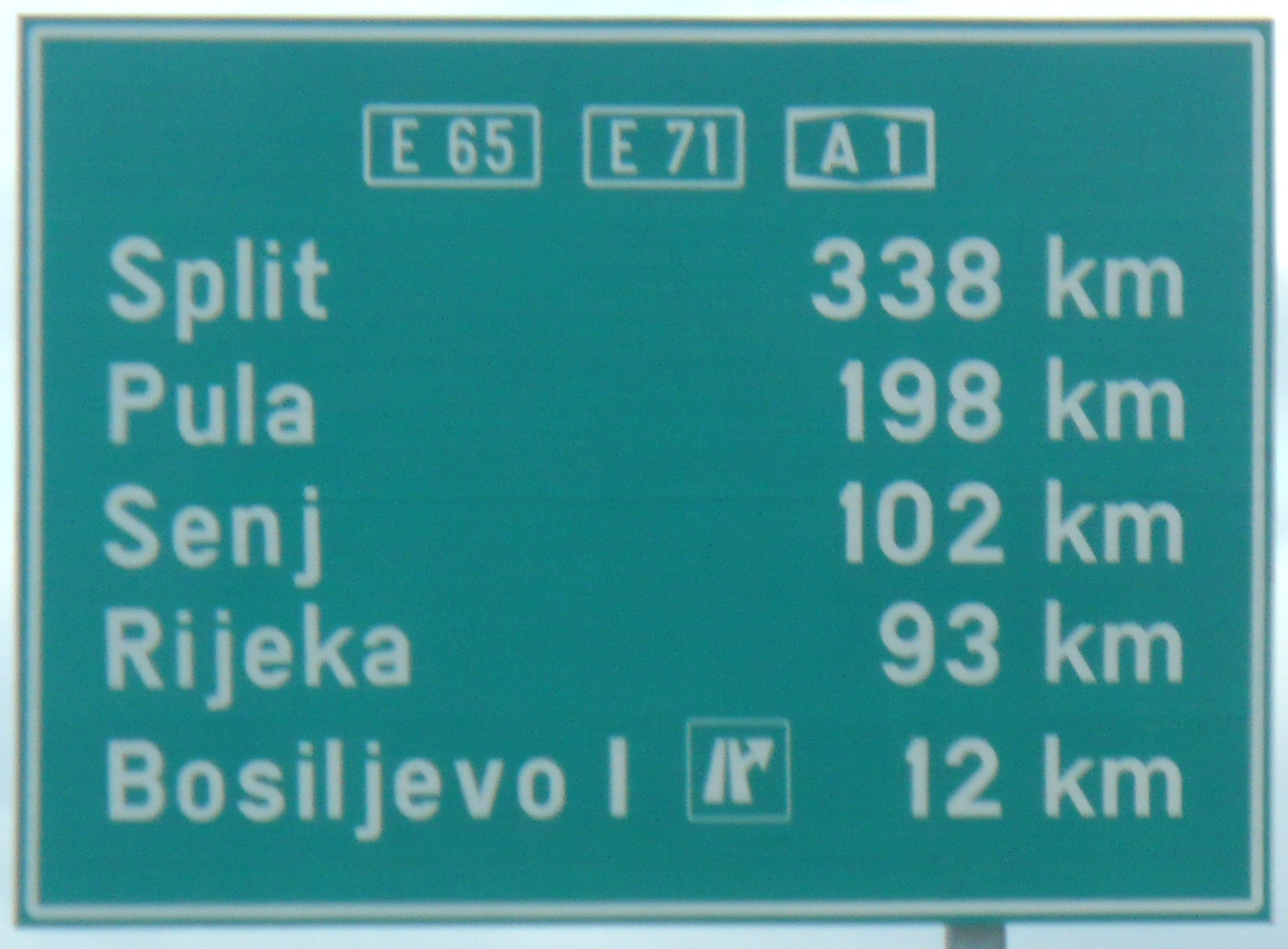
En Croatie.
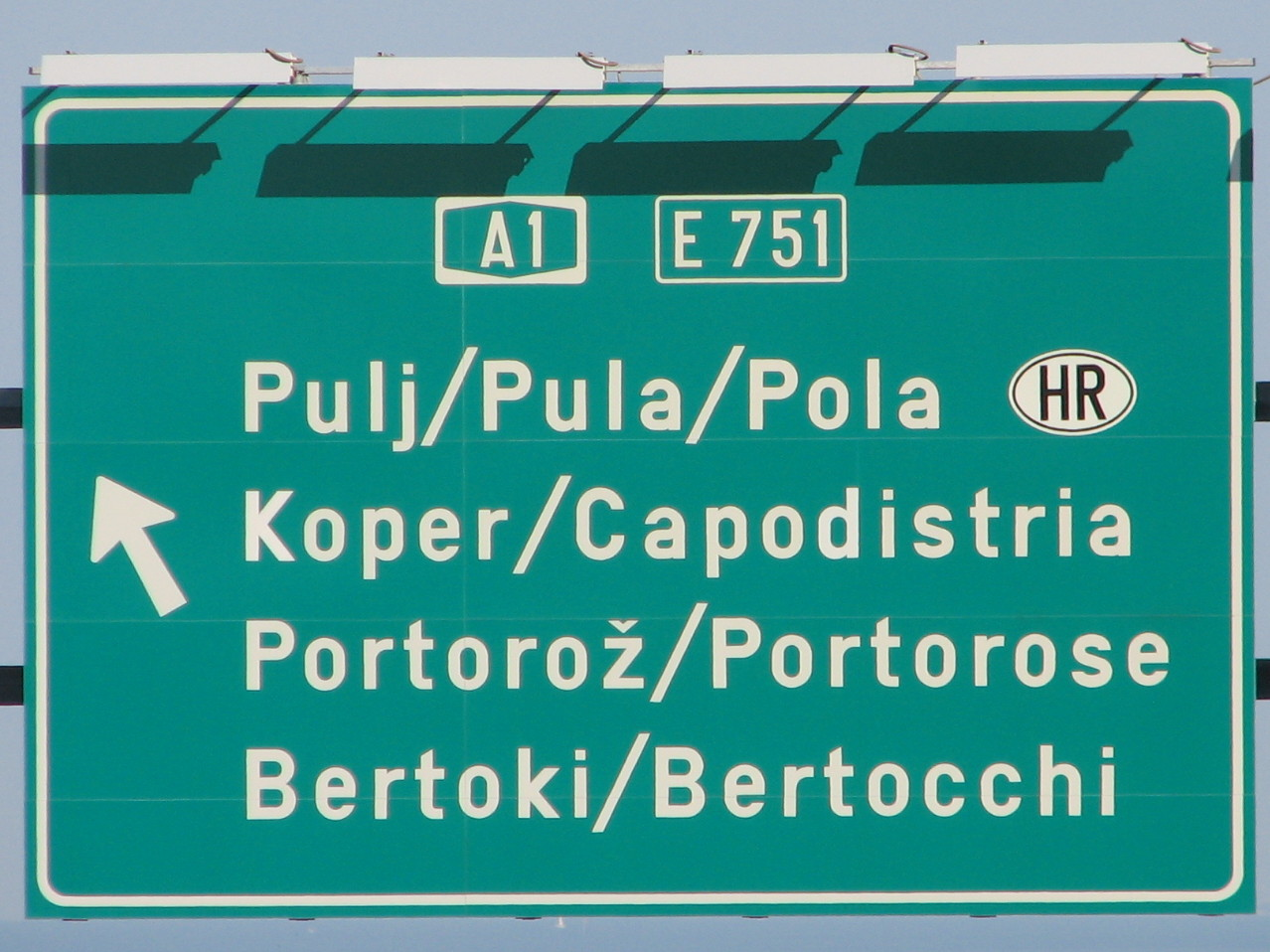
En Slovénie.
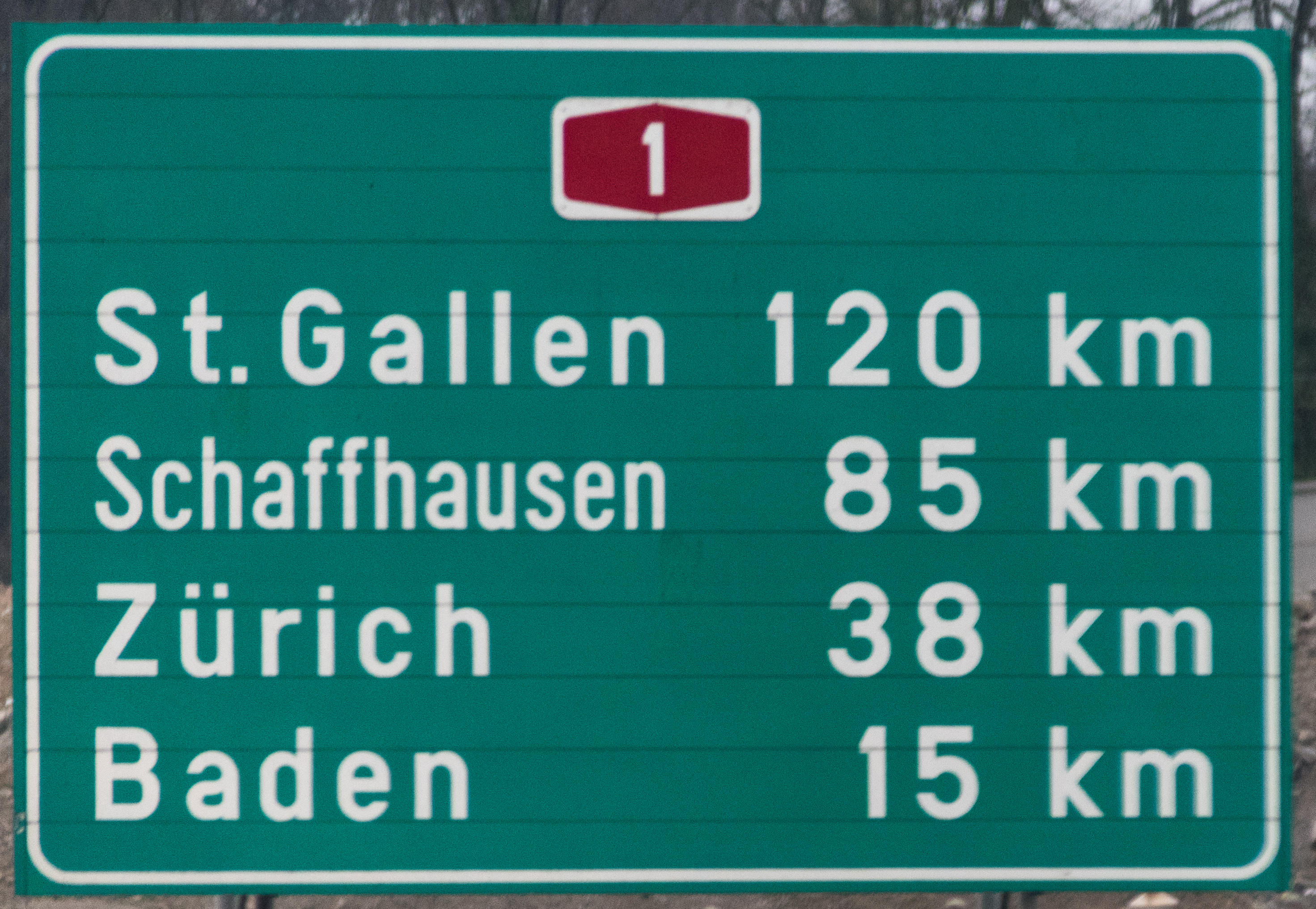
En Suisse.

## Traduction
- (en) Cet article est partiellement ou en totalité issu de l’article de Wikipédia en anglais intitulé « SNV (typeface) » (voir la liste des auteurs).